# Friderico-Francisceum
Das Friderico-Francisceum ist ein Gymnasium in Bad Doberan.

## Geschichte

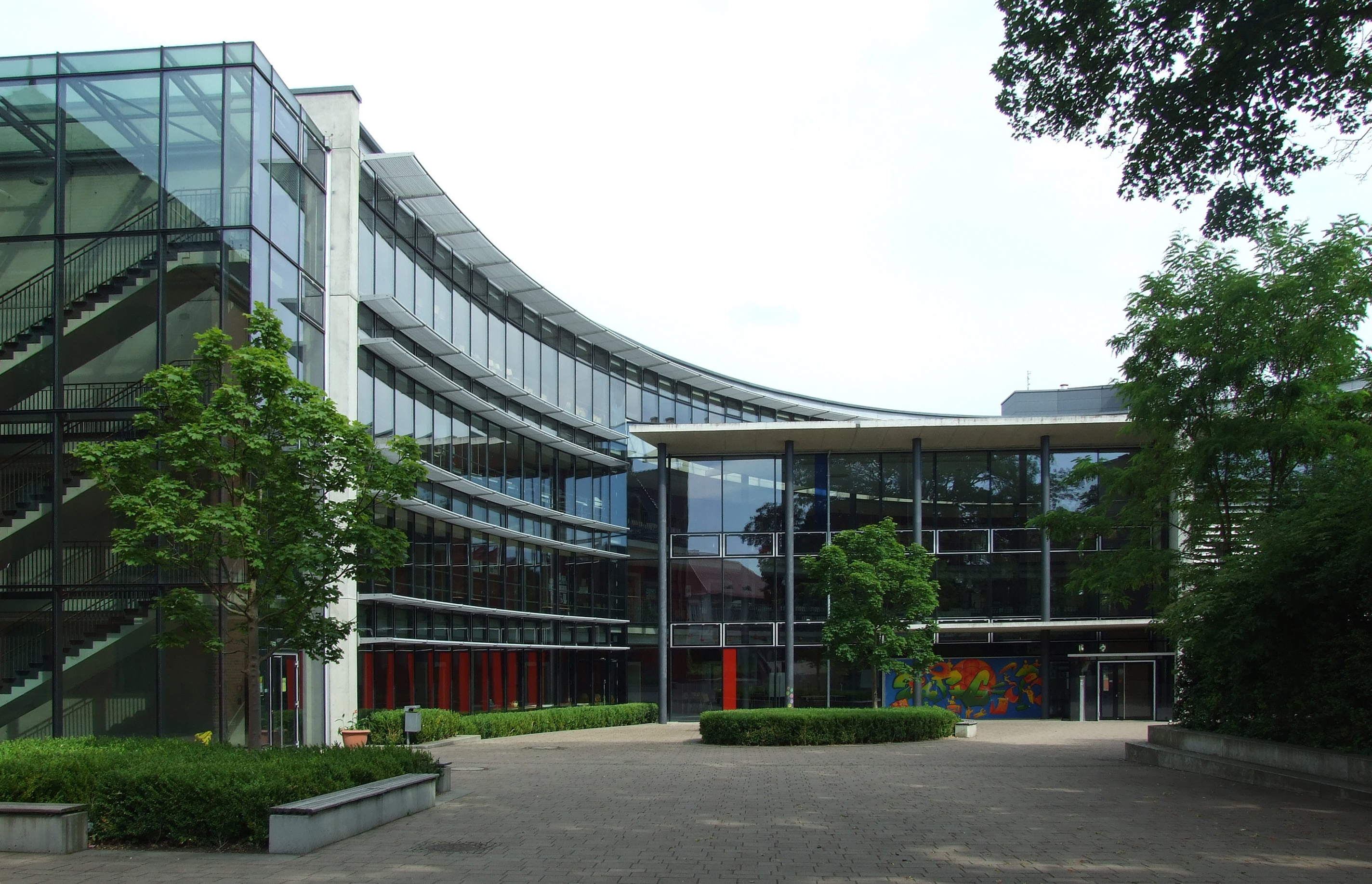
Erweiterungsbau von 2001

Am 21. April 1879 gründete Großherzog Friedrich Franz II. von Mecklenburg-Schwerin in seiner Sommerresidenz ein Progymnasium. Noch zwei Monate vor der Stadtrechtverleihung für Doberan nahm das Gymnasium zu Ostern 1879 mit vorerst zwei Klassen seine Arbeit auf. Um den Unterricht abzusichern, wurde in der Nähe der Doberaner Klostermauern ein Gebäude in der verlängerten Dammchaussee (heutige Beethovenstraße 9) bezogen. Mit Erweiterung der Klassen und der Bereitstellung eines physikalischen Kabinetts musste dann zusätzlich das Amtshaus im Englischen Garten mitbenutzt werden. Nach dem Tod des Großherzogs am 15. April 1883 verlieh der Sohn Friedrich Franz III. der Schule den Namen Friderico-Francisceum. Da erst mit diesem Zeitpunkt die „Prima“ eingerichtet wurde, war nunmehr das Gymnasium vollständig.
Ab 1884 wurde der Plan verfolgt, das am Ort bestehende Schauspielhaus am Alexandrinenplatz zum Zweck der Schulnutzung umzubauen. Nach Protest aus der Einwohnerschaft wurde durch Hinzuziehung von Baurat Gotthilf Ludwig Möckel der Abriss des klassizistischen Schauspielhauses und der Neubau eines stilvollen Gymnasialgebäudes an dieser Stelle beschlossen. 1889 konnte das neue Haus mit 10 Klassenzimmern bezogen werden. Die Ausmalung der Aula hatte der ehemalige Doberaner Lulius Jürß (1850–1918) vorgenommen. Die Treppenaufgänge und Korridore waren an den Wänden mit Sinnsprüchen in deutscher, lateinischer und griechischer Sprache sowie Ornamenten geschmückt. Um auch die auswärtigen Schüler aufnehmen zu können, ließ die Stadt Bad Doberan 1902 ein „Alumnat“ in der Dammchaussee 10 einrichten, das gut angenommen wurde. 1904 erhielt die Schule eine Gasbeleuchtung.
Aufgrund der Gesamtsituation im deutschen Kaiserreich, aber auch der Bildungsprinzipien des Doberaner Gymnasiums empfanden die meisten der Gymnasiasten den Ausbruch des Ersten Weltkrieges 1914 als eine Befreiung: Bewährung auf dem „Feld der Ehre“, den Schulmief gegen Pulverdampf eintauschen, endlich Aufbruch, ohne aber zu wissen, wie ein Krieg mit modernen Waffen ablief. Denn im Lehrplan standen „deutsches Heldentum“, die jährliche Sedan-Feier, Deutschlands kraftmeierische „Weltgeltung“ und nicht die Sinnlosigkeit der Opfer deutscher Kriege der Jahre 1864 oder 1870/71. „Alle 11 Oberprimaner traten 1914 als Kriegsfreiwillige“ an. „Aus (der) Unterprima folgten im Sommer 6“. Im Ergebnis fielen bis 1918 sechs Lehrer und 110 Schüler in diesem Krieg. Um sie zu ehren, wurde 1921 im Treppenhaus eine Ehrentafel der Gefallenen mit der Überschrift „Dulce et decorum est pro patria mori“ von Horaz angebracht. In kurzer Zeit wuchs die Schüleranzahl im Jahr 1922 auf 200, neue Räume wurden im ehemaligen Prinzenpalais geschaffen. Eine soziale Neuerung war, dass ab 1924 eine sogenannte Unterstützungsbibliothek für Schüler mit Lehrbüchern und schöngeistiger Literatur eingerichtet wurde. Ab 1927 war es auch Mädchen gestattet, das Gymnasium zu besuchen.
Dem Anwachsen der Aktivitäten rechtsextremer, nationalsozialistischer Jugendorganisationen hatte das Bildungssystem der Weimarer Zeit, aber auch das Gymnasium am Ende der Republik wenig entgegenzusetzen. Zwar wurden zu Ostern 1927 die ersten vier Mädchen an der Schule aufgenommen. In dieser Zeit besuchten 216 Schüler das in Mecklenburg sehr angesehene Gymnasium. Und noch lebte der christlich-humanistische Geist, der auch durch die Mehrzahl der Direktoren und den Lehrkörper getragen wurde. Aber in den grundsätzlichen Erziehungszielen des Bad Doberaner Gymnasiums hatte sich auch in den Jahren der Demokratie von Weimar nur wenig geändert. Bereits 1932 nahm der Einfluss nationalsozialistischen Denkens und die damit verbundenen weltanschaulichen Positionen mit der Übernahme der Regierung in Schwerin 1932 durch die NSDAP deutlich zu. Am 13. Juli 1932 war Dr. Friedrich Scharf, Mitglied der NSDAP, zum Minister des Innern, der Justiz und des Unterrichts in der Regierung des Freistaates Mecklenburg-Schwerin ernannt worden.
Gravierende Änderungen in den Bildungsinhalten und der Form des Unterrichts am Gymnasium traten nach der nationalsozialistischen Machtergreifung 1933 tatsächlich ein. Es war der offene Bruch mit allen humanistischen Idealen und demokratischen Errungenschaften. Antisemitismus, Rassismus und nationalsozialistische Prägungen in der Geschichtsinterpretation, ein hemmungsloser Führer-, Helden- und Märtyrerkult hielten Einzug in den Klassenzimmern. Lehrinhalte in Geschichte, Erdkunde und Biologie wurden verfälscht; selbst im Deutschunterricht förderten Chauvinismus und Völkerhass die Denkhaltung der Schülerschaft. Bereits Ende 1933 lagen die ersten an den „großdeutschen“ Zielen ausgerichteten Lehrbücher für den Erdkundeunterricht vor. Auch die Gleichschaltung der Jugendorganisationen und die in der HJ sowie dem BDM betriebene Disziplinierung, rassische Gesundheitserziehung und Wehrertüchtigung taten ihr Übriges in der Formung der jungen Gymnasiasten. Besorgte Eltern erhoben zwar Einwände, einzelne Lehrkräfte demonstrierten eine leichte Antihaltung, aber der Druck von außen war zu groß. So gehörten zu Ostern 1936 fast 95 % aller Schüler der HJ und zwei der SA an. Ein weiterer Bruch der humanistischen Traditionen stellte die zwangsweise Umbenennung der Bildungseinrichtung in „Oberschule für Jungen“ dar,
wie von Schwerin aus verfügt worden war. Noch im gleichen Jahr teilte der neu ins Amt gekommene Direktor Willi Brand (1885–1975) seiner vorgesetzten Dienstbehörde mit, dass „der gesamte Unterricht ... nach Möglichkeit nationalsozialistisch ausgerichtet“ wurde.  Im März 1938 mussten sich die Klassenstufen in der Aula eine vierstündige Radioansprache Adolf Hitlers zur Okkupation Österreichs anhören. Aus Anlass des siebenten Jahrestages der nationalsozialistischen Machtergreifung wurde im Foyer der Schule eine Adolf-Hitler-Büste aufgestellt. Ungefähr ein Drittel aller Lehrer waren inzwischen Mitglied der NSDAP, Studienrat Theodor Klaehn der Ortsgruppenleiter von Doberan. Während des Zweiten Weltkriegs starben fünf Lehrer und 163 Schüler. Im 2. Mai 1945 rettete Direktor Brandt die Stadt Bad Doberan, indem er den sowjetischen Truppen mit einer weißen Fahne entgegenging.
Die ersten Schritte danach waren schwer. Das Schulhaus wurde beschlagnahmt, es diente ab Mai 1945 zunächst als Sammelstelle für die ehemaligen französischen Kriegsgefangenen. Am 1. Oktober 1945 konnte der Unterricht beginnen. 1947 erfolgte die Umbenennung des Gymnasiums in Goetheschule. Auf dem Schulgelände wurde mit tatkräftiger Unterstützung von Schülern und Lehrern das Institutsgebäude für den naturwissenschaftlichen Fachunterricht errichtet. Der im Juli 1952 auf der II. Parteikonferenz der SED beschlossene „planmäßige Aufbau des Sozialismus in der DDR“ hatte eine systematische Überwachung der Lehrer und Schüler zur Folge. Mitglieder der evangelischen Jungen Gemeinde wurden als sog. Kugelkreuzler zu Staatsfeinden erklärt. Die Junge Gemeinde sei „ein verlängerter Arm der Terrororganisation des westdeutschen Bunds der Jugend“.
Auf einem Tribunal Ende April 1953, an dem auch der Pate der Schule, der Nationalpreisträger der DDR Stephan Hermlin, teilnahm, wurden daraufhin die Schülerinnen, die sich weigerten aus der Jungen Gemeinde auszutreten, mitten in der Abiturprüfung als „Staatsfeinde“ der Schule verwiesen. Bis 1961 verließen mehrere Lehrer und Schüler die DDR.
Ende der 1960er Jahre kam es zu Schülerprotesten und politischen Äußerungen in Aufsätzen, nachdem die demokratisch-sozialistische Bewegung in der ČSSR niedergeschlagen worden war. Zwei Schüler wurden der Schule verwiesen. Nahezu alle Lehrer waren Mitglied der SED. 1979 gründeten Schüler und Lehrer in einem Kellerraum einen Schulclub, der interessante Veranstaltungen und Begegnungen organisierte. Zum hundertjährigen Jubiläum wurden ehemalige Schüler und Lehrer aus Westdeutschland nicht eingeladen, sie hielten eine eigene Feier in Göttingen ab. Im Oktober 1989 beteiligten sich zahlreiche Schüler an den Friedensgebeten im Doberaner Münster. Mit Vorschlägen zur Änderung der Bildungspolitik wendete sich das Lehrerkollegium an das Ministerium. Ende 1989 traten fast alle Lehrer aus der SED aus.
Am 3. Oktober 1990 sprach Stadtpräsident Jürgensohn in der Aula zu den Schülern und Lehrern. 1991 wurde die Schule wieder in Friderico-Francisceum umbenannt. 792 Schülerinnen und Schüler besuchten das Gymnasium im Hauptgebäude (Sekundarstufe II) und Nebengebäude (Sekundarstufe I). Sie wurden von 53 Lehrern unterrichtet.
Im Sommer 1999 wurde der Grundstein des Erweiterungsbaus zum Gymnasium gelegt. Damit verbunden war der Abriss des Institutsgebäudes. Im Mai 2001 fand die erste Unterrichtsstunde im Erweiterungsbau statt.
Die Redaktion der Schülerzeitung Stichling erreichte beim bundesweiten Schülerzeitungswettbewerb der Länder 2011 in der Kategorie Gymnasien/Gesamtschulen mit Sekundarstufe II den 3. Platz, darüber hinaus in den Schuljahren 2017/18 und 2016/18 den 1. Platz im landesweiten Schülerzeitungswettbewerb.
Seit 2018 nutzt die Schule das Gebäude des ehemaligen Amtsgerichts Bad Doberan als Nebengebäude.
Anfang des Schuljahres 2019/20 wurde das Erdgeschoss durch die zu der Zeit in Norddeutschland herrschenden Unwetter teilweise überschwemmt und wurde unbenutzbar. Die Schüler nutzten die Bad Doberaner Berufsschule, das neu errichtete Gebäude und die oberen drei Etagen für den Unterricht, während das Erdgeschoss bis 2022 saniert wurde.

## Bibliothek
Das Friderico-Francisceum ist neben dem Richard-Wossidlo-Gymnasium in Waren (Müritz) das einzige Gymnasium in Mecklenburg, das seine historische Gymnasialbibliothek mit Altbestand an Ort und Stelle erhalten konnte. Seit der Gründung 1879 hatte es eine Bibliothek, die 1885 etwa 700 und 1909 3056 Bände umfasste. Grundlage des Bestandes waren Anschaffungen sowie Geschenke des Großherzogs, des Ministeriums und anderer Spender. Hinzu kamen Übernahmen aus der früheren Doberaner Badebibliothek und Lieferungen aus der Universitätsbibliothek Rostock sowie im Tauschverkehr (Jahresberichte und Schulprogramme) mit anderen Gymnasien. Nach dem Zweiten Weltkrieg erfolgten Übernahmen von Literatur aus öffentlichen Bibliotheken; der Bestand wurde auch durch regelmäßige Anschaffungen erweitert, die auch aus dem Erlös von Verkäufen getätigt wurden. Die Bibliothek umfasst heute etwa 5000 Bände, wovon etwa 40 Prozent dem historischen Altbestand zuzuordnen sind.

## Leiter der Schule

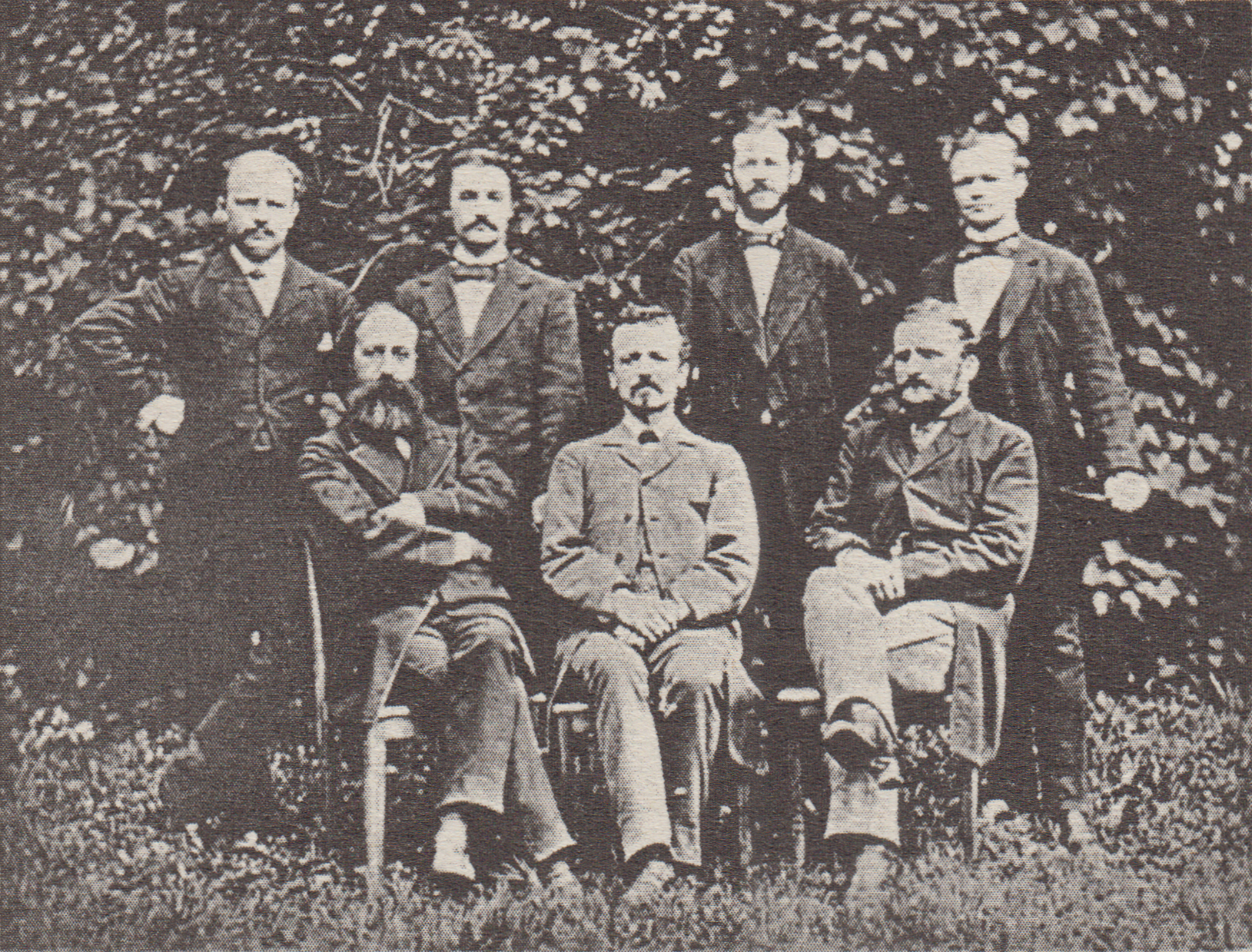
Lehrerkollegium von 1881 mit Schulleiter Kühne (mittig sitzend) und seinem Vorgänger Kraner (rechts sitzend)

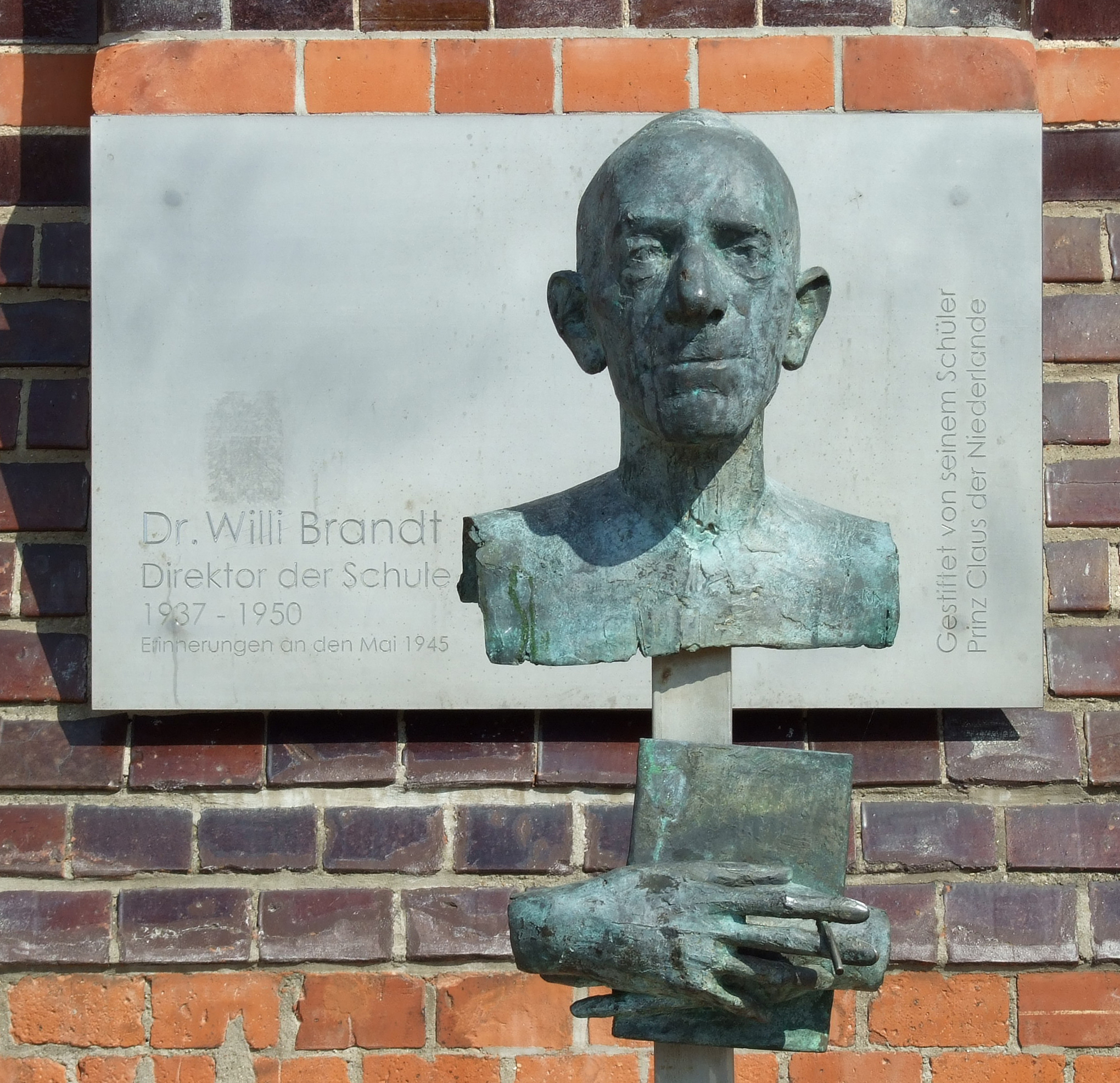
Willi-Brandt-Gedenktafel, gestiftet von Claus von Amsberg (Tafel nach Umbau des Alexandrinenplatz ab August 2018 in den Boden eingelassen)

- 1879–1881: Wilhelm Kraner († 1912)
- 1881–1908: Wilhelm Kühne (* 1846)
- 1908–1924: Carl Lüth (1855–1931)
- 1924–1932: Carl Reuter
- 1932–1937: Helmuth Gaedt (* 1884)
- 1937–1950: Willy Brandt (1885–1975)
- 1950–1952: Wilhelm Dethloff
- 1952–1966: Arthur Bengelstorff
- 1966–1970: Bodo Michels (* 1926)
- 1970–1980: Günter Boeldt
- 1980–1986: Klaus Krüger
- 1986–1991: Karin Fourmont
- 1991–1992: Arno Lange
- 1992–2011: Roland Levetzow
- seit 2011: Birgit Hacker

## Lehrer der Schule
- Wilhelm Algenstaedt (1855–1899), Gymnasiallehrer, Mathematik und Naturwissenschaften
- Johannes Maybaum (1864–1932), Gymnasiallehrer, Altphilologe und Numismatiker
- Hermann Tardel (1869–1951), Pädagoge, Literaturhistoriker und Volkskundler
- Theodor Klaehn (1883–1963), Pädagoge und nationalsozialistischer Funktionär, 1933 bis 1945 Synodalpräsident
- Gerhard Ringeling (1887–1951), Pädagoge, Studienrat, Schriftsteller
- Willi Henning-Hennings (1888–1974), Bildhauer und Pädagoge
- Hermann Langer (1934–2020), Historiker, Pädagoge, Publizist
- Jürgen Jahncke (1938–2022), Pädagoge, Schriftsteller, Publizist

## Ehemalige Schüler
- Ludolf von Maltzan (1864–1942), Gutsbesitzer und Mitglied des Deutschen Reichstags
- Karl Schmaltz (1867–1940), evangelischer Theologe und Kirchenhistoriker
- Heinrich XXXI. Prinz von Reuß-Köstritz (1868–1929), Diplomat
- Friedrich Schmaltz (1868–1949), Pastor
- Wichert von Wilamowski-Moellendorff (1871–1916), preußischer Offizier, Militärattaché
- Ernst von Bassewitz (1872–1963), Diplomat, Vortragender Rat im Auswärtigen Amt
- Hans Jürgen von Arnswaldt (1877–1988), Forstwirt
- Julius Hüniken (Forstmann), Forstmann, Gutsbesitzer in Kaarz
- Elisabeth Bernhöft (1880–1964), Pädagogin, gilt als die erste Studentin der Universität Rostock
- Friedrich Wilhelm von Vietinghoff (1881–1929), Diplomat, Botschaftsrat
- Karl Lindemann (1881–1965), Kaufmann, Vorsitzender des Aufsichtsrats des Norddeutschen Lloyd
- Hans Mierendorff (1882–1955), Schauspieler
- Wipert von Blücher (1883–1963), Diplomat, Publizist
- Karl Boldt (1884–1968), Buchdrucker und Verleger
- Rudolf Kleiminger (1884–1967), mecklenburgischer Heimatforscher, Autor und Pädagoge
- Ernst Voß (1886–1936), evangelischer Geistlicher und Bibelübersetzer
- Rudolf Ahlers (1889–1954), Autor
- Hans Jürgen von der Wense (1894–1966), Schriftsteller, Übersetzer und Komponist
- Hans Jürgen von Arnswaldt (1897–1988), Forstwirt
- Georg-Henning Graf von Bassewitz-Behr (1900–1949), Generalleutnant, SS-Gruppenführer, Kriegsverbrecher
- Ernst Barten (1901–1945), Jurist, Bürgermeister von Bad Doberan
- Andreas von Flotow (1900–1933), Politiker (NSDAP)
- Friedrich Wilhelm Giebel (1909–1988), Verleger
- Rudolf von Oertzen (1910–1990), Komponist und Hochschullehrer
- Klaus von Bismarck (1912–1997), Journalist, Vorsitzender der ARD, Urgroßneffe des Reichskanzlers Otto von Bismarck
- Fritz Flint (1917–1999), Politiker (CDU)
- Bernd Andreae (1923–1985), Agrarwissenschaftler, Agrargeograph, Prof. und Dekan
- Claus von Amsberg (1926–2002), Prinzgemahl der Niederlande
- Joachim Schubart (* 1928), Astronom
- Hermanfrid Schubart (* 1930), Prähistoriker
- Klaus Praefcke (1933–2013), Chemiker
- Reinhard Liess (* 1937), Kunsthistoriker
- Thomas-Jörg Leuchert (1954–2013), Politiker (SPD), Landrat
- Sebastian F. Schwarz (* 1974), Kulturmanager
- Christofer Hameister (* 1994), Hörfunk- und Fernsehmoderator